# Scholia enchiriadis
Scolica nebo též Scholia enchiriadis je anonymní hudebně-teoretický traktát z 9. století zamýšlený jako doplňující výklad k pojednání Musica enchiriadis. Oba tyto traktáty byly kdysi připisovány Hucbaldovi, tato teorie však již není přijímána.

## Charakteristika traktátu
Scolica enchiriadis je psaná formou trialogu, a přestože se jedná o komentář k Musice enchiriadis, je téměř třikrát obsáhlejší.  Mnoho z teorií, o nichž traktát pojednává jsou spojené s augustinským pojetím hudby, zejména tvrzení o významu matematiky v hudbě, coby příbuzných disciplín quadrivia. Pozdější stati vycházejí z hudební teorie Boëthia a Cassiodora, dvou raně středověkých autorů, jejichž spisy o hudbě byly velmi rozšířené ještě stovky let po jejich smrti. Traktát používá monochordu k vysvětlení intervalových vztahů a rovněž se zabývá popisem pěveckých technik, ornamentace cantu planu a polyfonie organového typu.
Stupnice použité v díle, které je založené na systému tetrachordů, byly zřejmě vytvořené pouze pro účely spisu samotného, než že by vycházely z hudební praxe. V traktátu se také vyskytuje neobvyklý typ notace, známý jako dasijská notace.
V roce 1981 byla zveřejněna kritická edice traktátů.